# Higher Folds
Higher Folds – osada w Anglii, w hrabstwie Wielki Manchester, w dystrykcie metropolitalnym Wigan. Leży 10,9 km od miasta Wigan, 16 km od miasta Manchester i 274,6 km od Londynu. W 2001 miejscowość liczyła 2442 mieszkańców.